# Park Narodowy Loango
Park Narodowy Loango – park narodowy położony w Gabonie, w prowincji Ogowe Nadmorskie.
Park położony jest na zachodnim wybrzeżu Afryki. Ochroną objęte są tereny plaż, słodkowodnych lagun i dżungli. Na białych plażach parku żyją hipopotamy, słonie, bawoły krótkorogie, pantery i goryle. Zwierzęta wychodzą na plażę, gdyż wzdłuż obrzeży parku Loango ciągną się pastwiska, gdzie znajdują pokarm hipopotamy i bawoły. Rośnie tam palma windoń abisyńska - pokarm słoni. Ważnym czynnikiem takiego postępowania zwierząt jest również brak obecności ludzi. Na plaży jaja składają żółwie skórzaste, żyją też żółwie różowe. W wodzie niedaleko brzegu gody odbywają humbaki.
W lagunach oddzielających plaże od dżungli żyją krokodyle nilowe i hipopotamy. W otaczających je lasach namorzynowych żyją bieliki afrykańskie i rybołowy a w płytkich wodach zimorodki polują na ryby. 
W dżungli spotkać można małpy i motyle. Owadożerne nietoperze w dzień śpią na drzewach, nocą zaś rozsiewają nasiona. Na samym skraju lasu zobaczyć można nektarniki żywiące się nektarem spływającym z kwitnących drzew i krzewów.

## Historia
W roku 1956 powstały pierwsze regionalne rezerwaty przyrody w Loango i okolicach. Stworzone zostały w celu promowania zrównoważonego wykorzystania powierzchni ziemi oraz dzikiej fauny i flory. W listopadzie 2002, prezydent Omar Bongo, lobbingowany przez międzynarodowe organizacje pozarządowe, takie jak Wildlife Conservation Society (WCS) oraz World Wildlife Fund (WWF), oraz kilku konserwatystów podpisał dekret utworzenia 12 nowych parków narodowych w Gabonie.

## Galeria

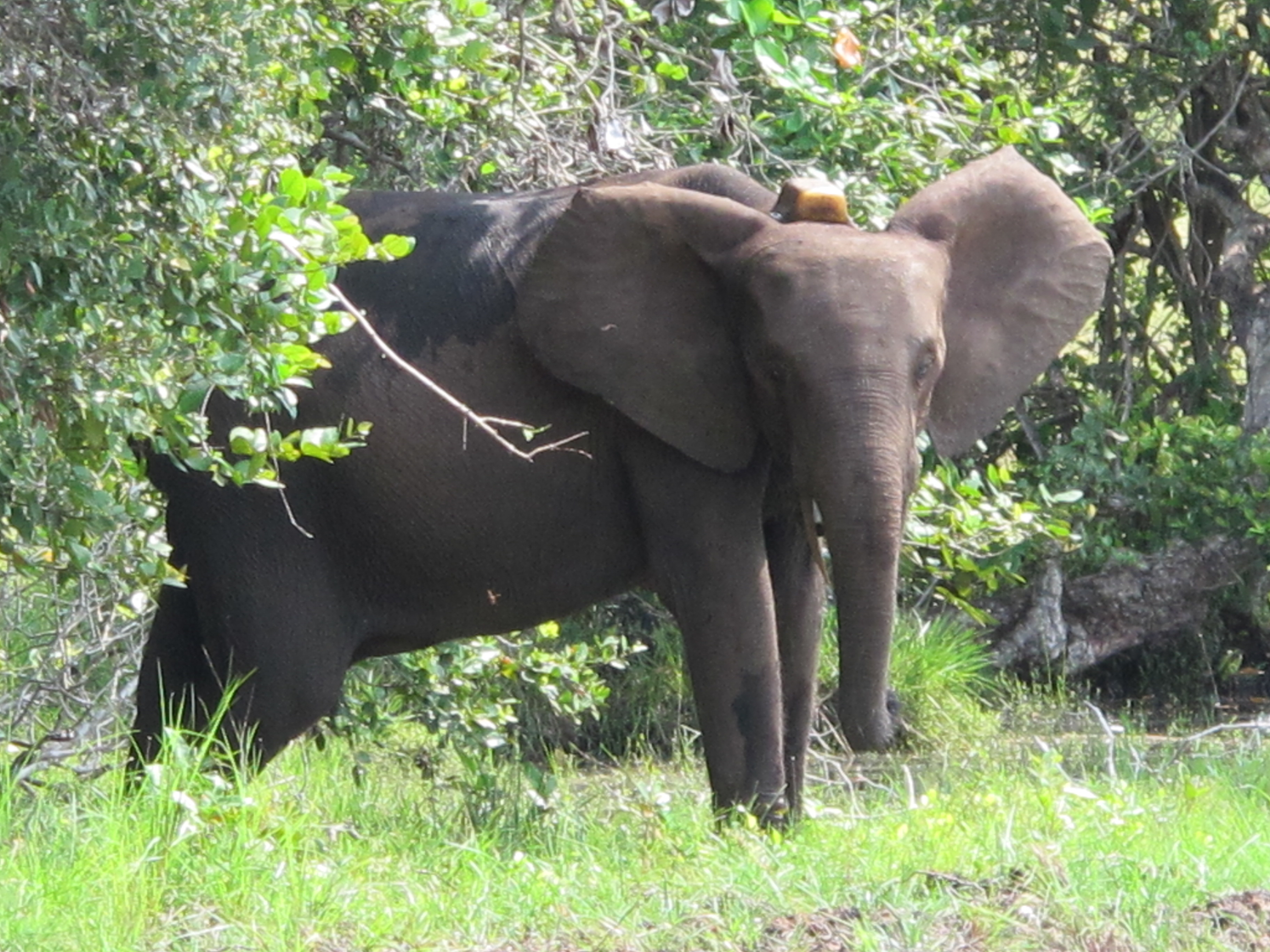
Słoń leśny w Parku Narodowym Loango
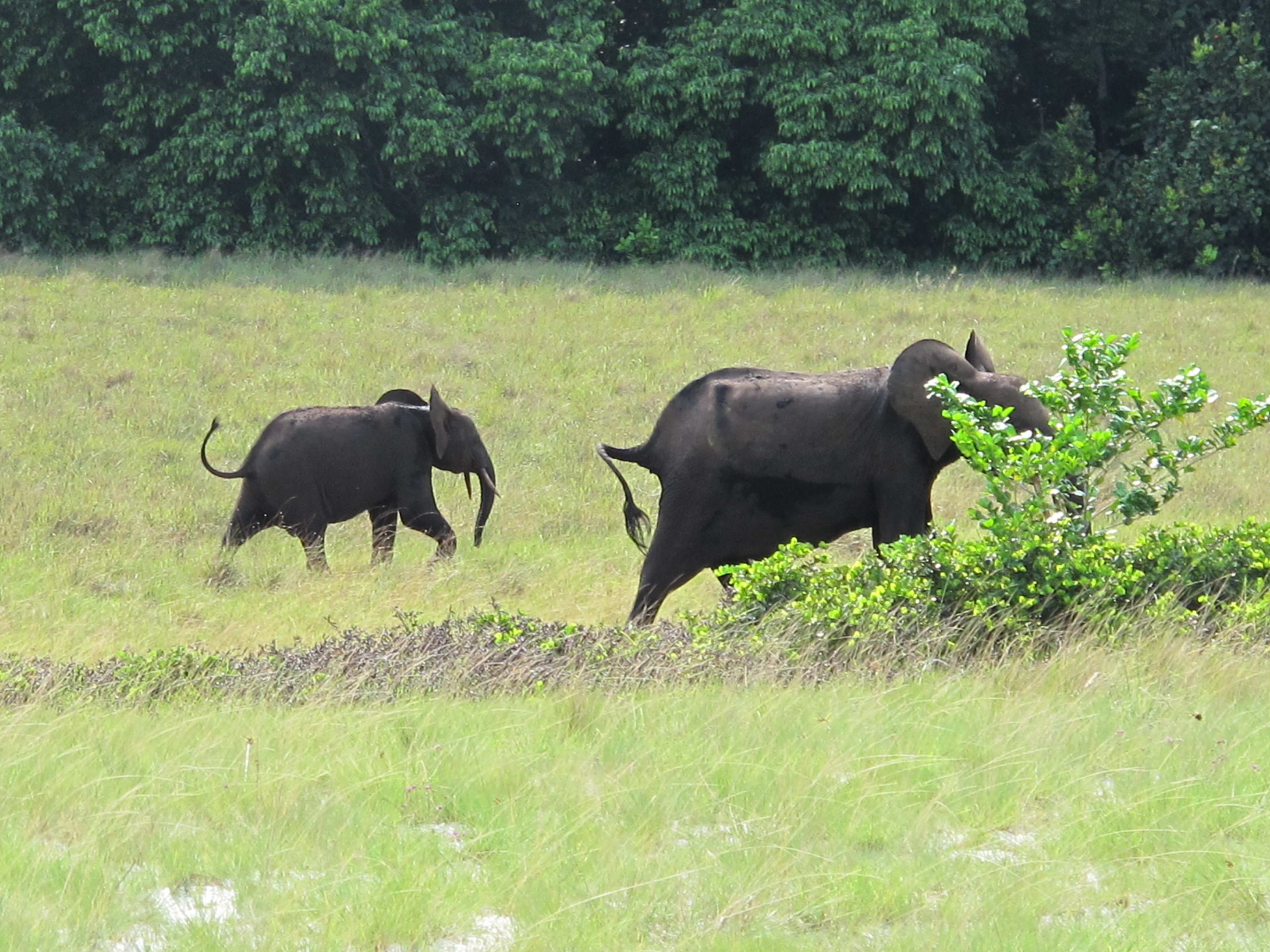
Słonie leśne w Parku Narodowym Loango
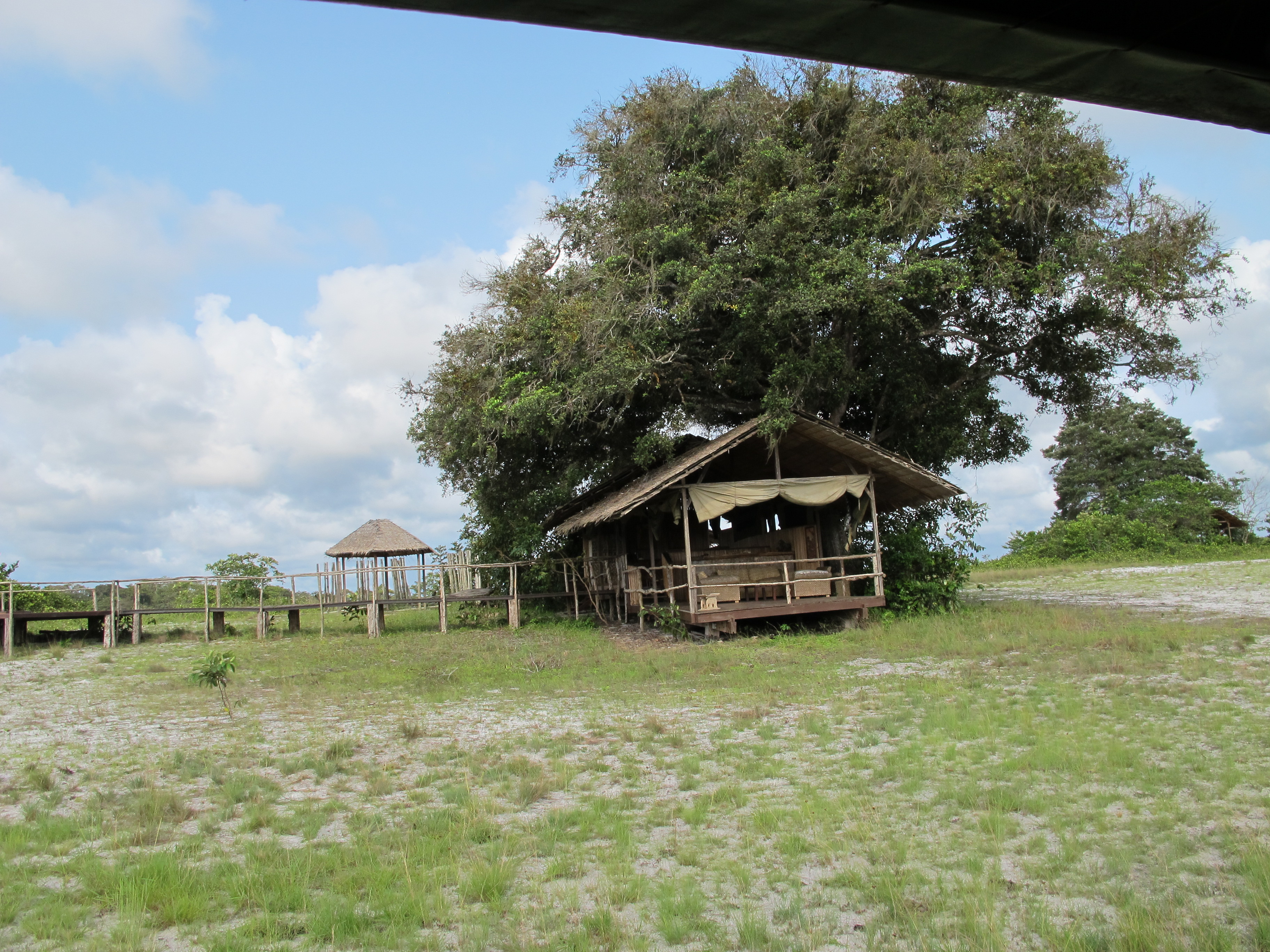
Park narodowy Lonago
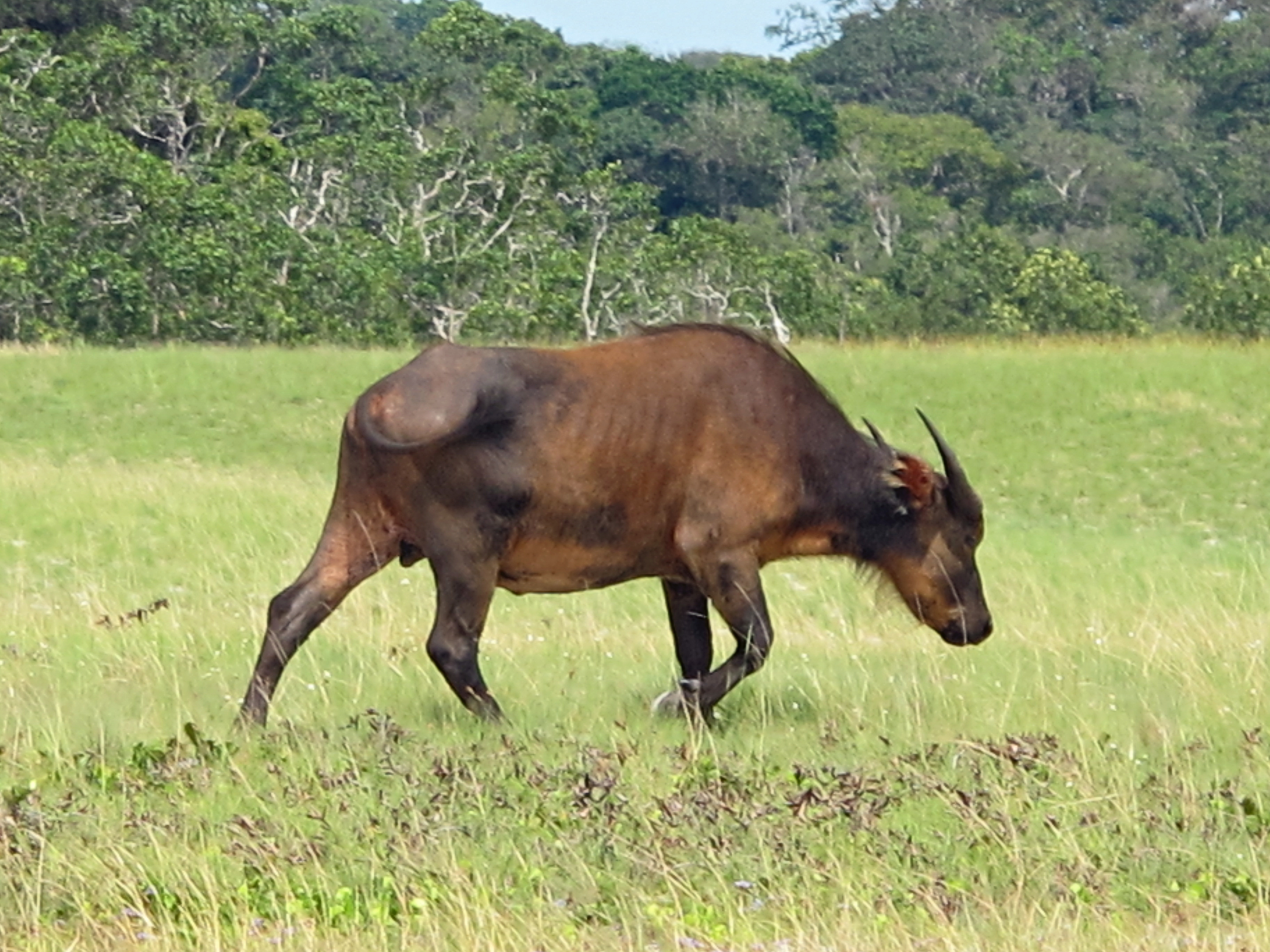
Bawół afrykański w Parku Narodowym Loango